# Силва, Андерсон Луис да
Андерсон Луис да Силва (порт.-браз. Ânderson Luís da Silva; род. 13 февраля 1981, Ампару, Сан-Паулу), более известный под именем Луизан (Luisão) — бразильский футболист, центральный защитник. Долгие годы был капитаном клуба «Бенфика». Выступал за сборную Бразилии, участник двух чемпионатов мира и трёх Кубков Америки. Автор 5000-го гола в истории Лиги чемпионов. Старший брат другого футболиста — Алекса Силвы.

## Клубная карьера
Луизан начал карьеру в клубе «Жувентус» (Сан-Паулу), за который провёл 18 матчей и забил 1 гол. В 2000 году он перешёл в «Крузейро», за который провёл 60 матчей и забил 9 голов.

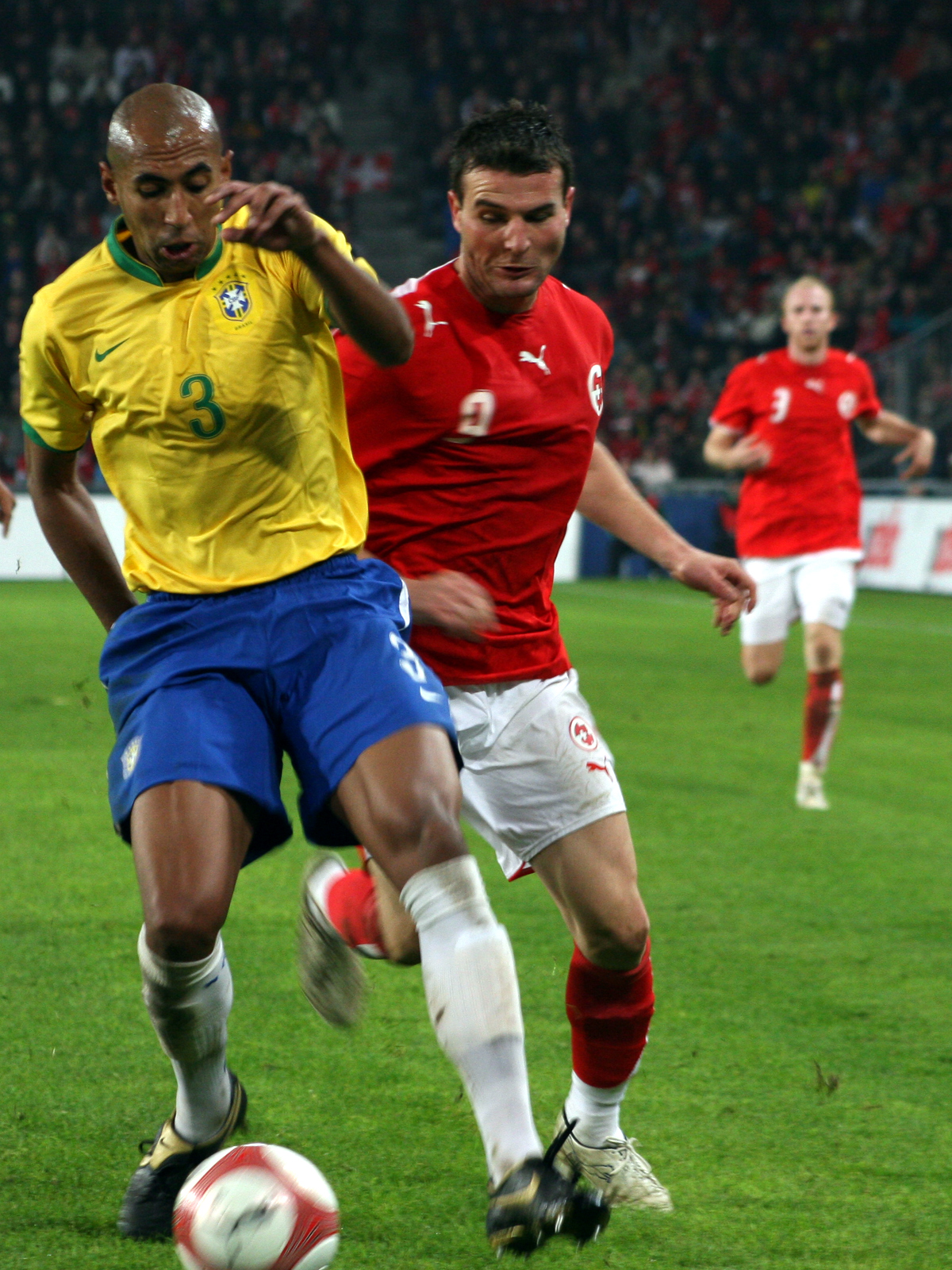
Луизан в составе сборной Бразилии

В январе 2004 года Луизан перешёл в португальскую «Бенфику», заплатившую за переход бразильца 1 млн евро. Сразу после перехода, тренер клуба, Хосе Антонио Камачо, сказал:

«Я просил у клуба центрального защитника, и я получил баскетболиста».

В его дебютной игре за клуб «Бенфика» сыграла вничью 3:3 с «Белененсишом». Первые несколько месяцев в «Бенфике» Луизан выступал неудачно, был даже затронут вопрос о возможности его возвращения в Бразилию. В следующем сезоне Луизан занял твёрдое место в центре обороны клуба, проведя 29 матчей, и в конце сезона забил решающий мяч в ворота «Спортинга», который принёс «Бенфике» не только победу, но и чемпионский титул. В сезоне 2006/07 Луизан стал капитаном команды, сменив травмировавшихся Нуну Гомеша и Арманду Пети.
В январе 2008 года Луизан был вовлечён в конфликт с товарищем по команде Константиносом Кацуранисом во время игры с «Виторией» Сетубал. Причиной конфликта стал пас Кацураниса на соперника, из-за чего Луизан был вынужден с нарушением правил останавливать атаку соперника, за что получил жёлтую карточку. Луизан в жёсткой форме высказал своё недовольство Кацуранису, на что тот ответил. Футболисты едва не начали драку, но партнёры разняли их. Оба игрока были быстро заменены и временно отстранены от тренировок. Позже они извинились друг перед другом.
Летом 2008 года, после сезона, в котором Луизан пропустил часть матчей из-за травм и долго набирал форму, в результате чего потерял место в составе, он захотел сменить клуб. Им интересовались «Ювентус» и московский «Спартак», однако сделки не состоялись. В результате Луизан остался в команде. В следующем сезоне Луизан также часто оказывался на скамье запасных, проведя 21 матч в чемпионате. В июне 2009 года попытку выкупить Луизан предприняла «Фиорентина», предложившая «Бенфике» 7,5 млн фунтов, но португальцы чрезмерно, по мнению итальянцев, завысили цену на бразильского защитника, из-за чего Луизан остался в Португалии. 26 октября 2009 год Луизан продлил контракт с «Бенфикой» до 2013 года. 11 ноября 2009 года Луизан была сделана операция по удалению аппендикса. В феврале 2010 года петербургский «Зенит», чей тренер Лучано Спаллетти хотел видеть бразильца в составе, начал переговоры о переходе Луизан.Постепенно игрок стал твердым игроком основы, став впоследствии капитаном команды. В мае 2010 года «Атлетико Мадрид» предложил за Луизан 10 млн евро.
В 2012 году Луизан был дисквалифицирован на два месяца за то что отправил в нокаут рефери Кристиана Фишера, обслуживавшего товарищеский матч против «Фортуны». После происшествия встреча была остановлена, а арбитр был доставлен в местную больницу.

## Карьера в сборной

### Голы за сборную
Результаты (голы) сборной Бразилии указаны первыми; счёт матчей — в основное время.
| # | Дата            | Стадион                                 | Соперник  | Счёт | Итог матча | Турнир                   |
| - | --------------- | --------------------------------------- | --------- | ---- | ---------- | ------------------------ |
| 1 | 25 июля 2004    | Национальный стадион, Лима, Перу        | Аргентина | 1:1  | 2:2        | Кубок Америки            |
| 2 | 15 ноября 2006  | Санкт-Якоб Парк, Базель, Швейцария      | Швейцария | 2:1  | 2:1        | Товарищеский матч        |
| 3 | 5 сентября 2009 | Хиганте де Арройито, Росарио, Аргентина | Аргентина | 1:0  | 3:1        | Отборочные матчи ЧМ-2010 |

## Достижения
«Крузейро»
- Чемпион Бразилии: 2003
- Обладатель Кубка Бразилии: 2003
- Чемпион штата Минас-Жерайс: 2003
- Обладатель Кубка Сул-Минас (2): 2001, 2002

«Бенфика»
- Чемпион Португалии (6): 2004/05, 2009/10, 2013/14, 2014/15, 2015/16, 2016/17
- Обладатель Кубка Португалии (2): 2003/04, 2013/14
- Обладатель Кубка португальской лиги (7): 2008/09, 2009/10, 2010/11, 2011/12, 2013/14, 2014/15, 2015/16
- Обладатель Суперкубка Португалии (3): 2005, 2014, 2016

Сборная Бразилии
- Обладатель Кубка Америки: 2004
- Обладатель Кубка конфедераций (2): 2005, 2009